# Speed of Life
«Speed of Life» es la canción de apertura del álbum de 1977, Low. Es la primera canción instrumental de David Bowie. Más tarde apareció como el lado B del sencillo «Be My Wife» en 1977.
«Speed of Life» introduce el álbum Low, y, combinada con la instrumental «A New Career in a New Town», que proporciona un soporte para el lado A del álbum. La canción hace varias implicaciones directas acerca del contenido del álbum, que es un uso pesado de sintetizadores tanto en los efectos e instrumentos, con la presencia de la batería de Dennis Davis y el armonizador creando una mezcla claramente diferente a cualquier otro álbum anterior de Bowie. 
Las letras fueron originalmente planeadas para está canción, pero Bowie abandonó la idea después de varios intentos, decidiendo que la pieza se mantenía mejor como estaba.

## Versiones en vivo
- Una presentación grabada durante la gira Isolar II, fue publicada en el álbum Stage.[3]
- Una versión grabada en el Centro de Exhibiciones Earls Court, Londres durante la gira Isolar II fue incluida en Welcome to the Blackout (Live London '78).[4]

## Otros lanzamientos
- La canción fue publicado como lado B del lanzamiento de sencillo de «Be My Wife» en junio de 1977.[2]
- La canción también aparece en la caja recopilatoria Sound + Vision.[5]

## Otras versiones
- ST-37 – Only Bowie (1995)
- Insect Surfers – Ziggy Played Surf Guitar (2011)

## Créditos
Créditos adaptados desde las notas del álbum.
- David Bowie – ARP synthesizer, Chamberlin
- Carlos Alomar – guitarra
- George Murray – bajo eléctrico
- Dennis Davis – batería
- Roy Young – piano